# Falotoxina

Estructura química de la faloidina, una falotoxina. Nótese la naturaleza peptídica.

Las falotoxinas son un grupo de micotoxinas producidas por el hongo tóxico Amanita phalloides y otros. Existen al menos siete compuestos con estructura de péptido cíclico. La faloidina fue aislada en 1937 por Feodor Lynen, discípulo y yerno de Heinrich Wieland; y Ulrich Wieland de la Universidad de Múnich. Aunque las falotoxinas son altamente tóxicas para las células del hígado se ha demostrado que contribuyen poco en la toxicidad de A. phalloides ya que el intestino no las absorbe. En todo caso, estas micotoxina se encuentran en especies comestibles como Amanita rubescens.
La faloidina, el representante más conocido del grupo, posee la capacidad de unir actina, impidiendo su polimerización, lo cual interfiere en las actividades esenciales de las células, envenenándolas. La faloidina une la interfaz presente entre monómeros de actina consecutivos en los filamentos de actina F; de este modo, los estabiliza, disminuyendo la tasa de disociación en los extremos del microfilamento. Más aún, la faloidina inhibe la actividad hidrolasa de ATP de la actina F, redundando en una mayor estabilización de los microfilamentos. Las seis falotoxinas restantes son la profaloína, faloína, falisina, falacidina, falacina y falisacina.